# 李璘 (唐)
李 璘（り りん）は、唐の皇族。

## 生涯
第9代皇帝である玄宗の第16子で第10代皇帝粛宗の異母弟。母は順儀嬪郭氏。生母は幼時に死去したため、異母兄の粛宗に養育された。容貌が醜く斜視だったが、聡明で学問好きで、開元13年（741年）、永王に封じられる。宮中で育ったため、人事に疎かった。
安史の乱が起こると、天宝15載（756年）、玄宗に命じられ、山南東道・嶺南道・黔中道・江南西道などの4道節度使兼江陵大都督に任命され、江陵に赴任する。
江陵には、江南からの租賦が充満しており、数万の募兵を集め、永王は独占し、半独立した政権を築く。さらに、薛鏐・李台卿・韋子春・劉巨鱗・蔡駉の進言に従い、江南に自立し、唐王朝から次第に離脱を図るようになった。霊武にいた兄の粛宗は、すでに即位しており、この報告を聞き、永王に勅使を派遣して父の玄宗に謁見することを命じたが、永王は勅命を聞かなかった。永王の子である襄城王李偒が勇敢で力があったため、軍を握った。襄城王李偒は反乱を考え、金陵を奪うように勧めたと伝えられる。永王は5,000人の兵を率い、季広琛・渾惟明・高仙琦を将に任じた。
永王の長史であった李峴は、病気を理由として辞職し、粛宗のもとに赴いた。粛宗は、高適を、彼とともに永王の件を謀らせる。高適は情勢を分析し、永王が必ず敗北すると語った。粛宗は、高適を淮南節度使、来瑱を淮南西道節度使に任命し、江南東道節度使である韋陟ともに対処を命じる。
独断で兵を率いて、長江に沿って東に赴いた永王を呉郡太守兼江南東道採訪使である李希言が書面でとがめると、永王は渾惟明を派遣して、李希言のいる呉郡を攻撃させる。また、武将の季広琛に命じて、広陵を攻撃した。渾惟明は、李希言に命じられ丹陽を守った元景曜と閻敬之を破る。閻敬之は戦死し、元景曜は降伏した。季広琛も広陵長史・淮南採訪使の李成式に命じられて防戦を行った李承慶を降伏させる。高適・来瑱・韋陟は軍を安陸に集め、永王の討伐を誓う。
至徳2載（757年）、粛宗は宦官の啖廷瑶を派遣して、李成式と謀らせて河北招討判官の李銑と兵を合わせて、永王に向かわせる。永王は対岸に軍を並べる。李成式は判官の裴茂に旗を長大に並べさせたため、永王は恐れるに至る。そのため、季広琛・渾惟明・馮季康・康謙は逃亡してしまい、永王は、制止することはできなかった。李成式の軍は篝火も盛大に並べたため、永王の軍は篝火を焚く。永王はこれを見て、唐軍が河を渡ったと思い、家族や配下とともに逃亡する。夜明けとともに、唐軍が河を渡っていないことが判明したため、軍を率い、船に乗って晋陵へと逃亡する。
唐軍の間諜が永王の逃亡を報告し、李成式の将の趙侃が河を渡ったため、永王は息子の襄城王李偒と武将の高仙琦に命じて攻撃させる。趙侃は迎え撃ち、李銑が援軍に来て、襄城王李偒は矢を受け、軍は壊滅する。永王は高仙琦ら残兵とともに、南方に逃れる。大庾嶺にて、江西採訪使の皇甫侁が遣わした兵に敗れ、襄城王李偒は戦死し、永王は戦いの最中に矢に当たったために捕らえられた。このとき兄の粛宗は永王を避難先の蜀に送るように命じたが、皇甫侁自身の判断で永王はそのまま斬られた。薛鏐らも皆、殺された。
同時に永王の幕僚だった李白も連坐されたが、後に解放された。
皇甫侁は永王の家族を蜀に帰したが、独断で永王を殺したために、粛宗に罷免された。